# Pintor del Dinos

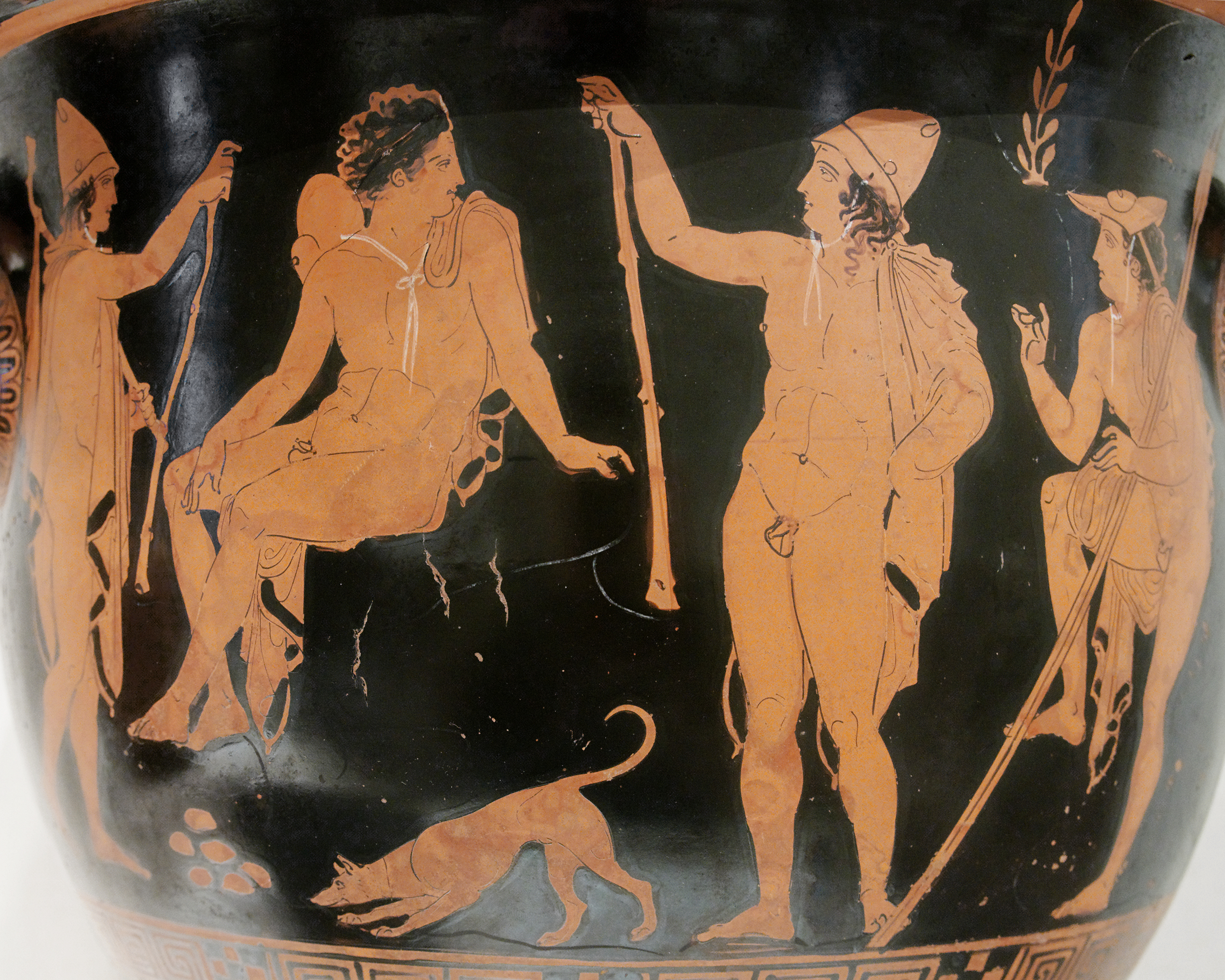
Acteó i altres herois mitològics vestits de caçadors (Tideu, Teseu, Càstor). Got àtic. Nova York, Museu Metropolità d'Art

El Pintor del Dinos és el nom convencional donat a un ceramista àtic actiu entre el 440 i el 400 abans de la nostra era, pertanyent a la segona generació de ceramistes poligrafs, alumne del Pintor de Cleofont i alhora mestre del Pintor de Pronomos. El seu got homònim és el dinos de figures roges que es conserva als Museus Estatals de Berlín (Antikensammlung Berlin, F2402).
Va pintar grans vasos, especialment craters. La seua obra mestra és l'estamne conservat al Museu Arqueològic Nacional de Nàpols, amb les mènades amb l'ídol de Dionís, en què reprén el marc monumental del mestre, i és menys sensible a la plasticitat i més propens a un estil fi i trencat de l'estil de Calímac. Els afegits de blanc i groc per als adorns de les figures acosten aquest epígon de l'estil polinesi al Pintor de Mídies, contemporani seu, donant lloc al que serà l'estil del Pintor de Pronomos i els seus seguidors.